# Akademie múzických umění v Praze
Akademie múzických umění v Praze (zkr. AMU) je největší umělecká vysoká škola v České republice. Založena byla v říjnu 1945 prezidentským zřizovacím dekretem. Ve výuce je na AMU obecně kladen důraz na individuální rozvoj talentu a prohlubování osobnostního projevu v divadelních, filmových, televizních, hudebních a tanečních oborech. Vzdělání se zaměřuje na studenta jako specifického jednotlivce a výuka proto většinou probíhá v malých studijních skupinách, na HAMU jde u instrumentálních oborů o striktně individuální výuku. Poměr akademických pracovníků a studentů na této vysoké škole činí 1:6.
AMU se skládá ze tří fakult – Filmové a televizní fakulty (FAMU), Hudební a taneční fakulty (HAMU) a Divadelní fakulty (DAMU). Dále pod ni spadá Galerie Akademie múzických umění v Praze (GAMU), Nakladatelství AMU (NAMU), Divadlo DISK, Studio FAMU, kolej a další ubytovací a účelová zařízení.

## Mezinárodní spolupráce
Akademie múzických umění v Praze (AMU) se dlouhodobě věnuje rozvoji mezinárodní spolupráce a mobility studentů i zaměstnanců. Mezinárodní charakter školy a otevřenost AMU přispívají k výměně tvůrčích a pedagogických zkušeností, přeshraniční spolupráci a rozšiřování nabídky studijních programů v cizích jazycích.
AMU je členem řady mezinárodních profesních organizací, včetně European University Association (EUA), European League of Institutes of the Arts (ELIA) a European Association for International Education (EAIE). Tyto organizace umožňují AMU podílet se na tvorbě evropské vzdělávací politiky a rozvíjet kontakty s partnerskými institucemi po celém světě. Fakulty AMU jsou zároveň členy specializovaných oborových asociací podporujících mezinárodní spolupráci a sdílení zkušeností.
Od roku 2007 vydává AMU Dodatek k diplomu (Diploma Supplement, DS), který usnadňuje uznávání kvalifikací v zahraničí. V roce 2009 získala AMU prestižní označení Diploma Supplement Label, jež bylo obnoveno v roce 2013. 
AMU se zapojuje do programu Erasmus+ a na období 2021–2027 získala Erasmus Charter for Higher Education (ECHE). V rámci tohoto programu umožňuje studentům a zaměstnancům účast na mezinárodních výměnných pobytech, stážích a projektech spolupráce se zahraničními institucemi. AMU má více než 200 partnerských škol v programu Erasmus+ a další bilaterální smlouvy a memoranda o spolupráci, zejména s institucemi mimo Evropu.
AMU usiluje o rozšíření nabídky studijních programů v anglickém jazyce, včetně akreditovaných bakalářských, magisterských a doktorských programů. Nabízí také krátkodobé kurzy, odborné stáže, letní školy a další vzdělávací aktivity přístupné zahraničním studentům z celého světa. Díky těmto aktivitám si AMU přispívá k propojení české kultury s globálním uměleckým a vzdělávacím prostorem.

## Fakulty

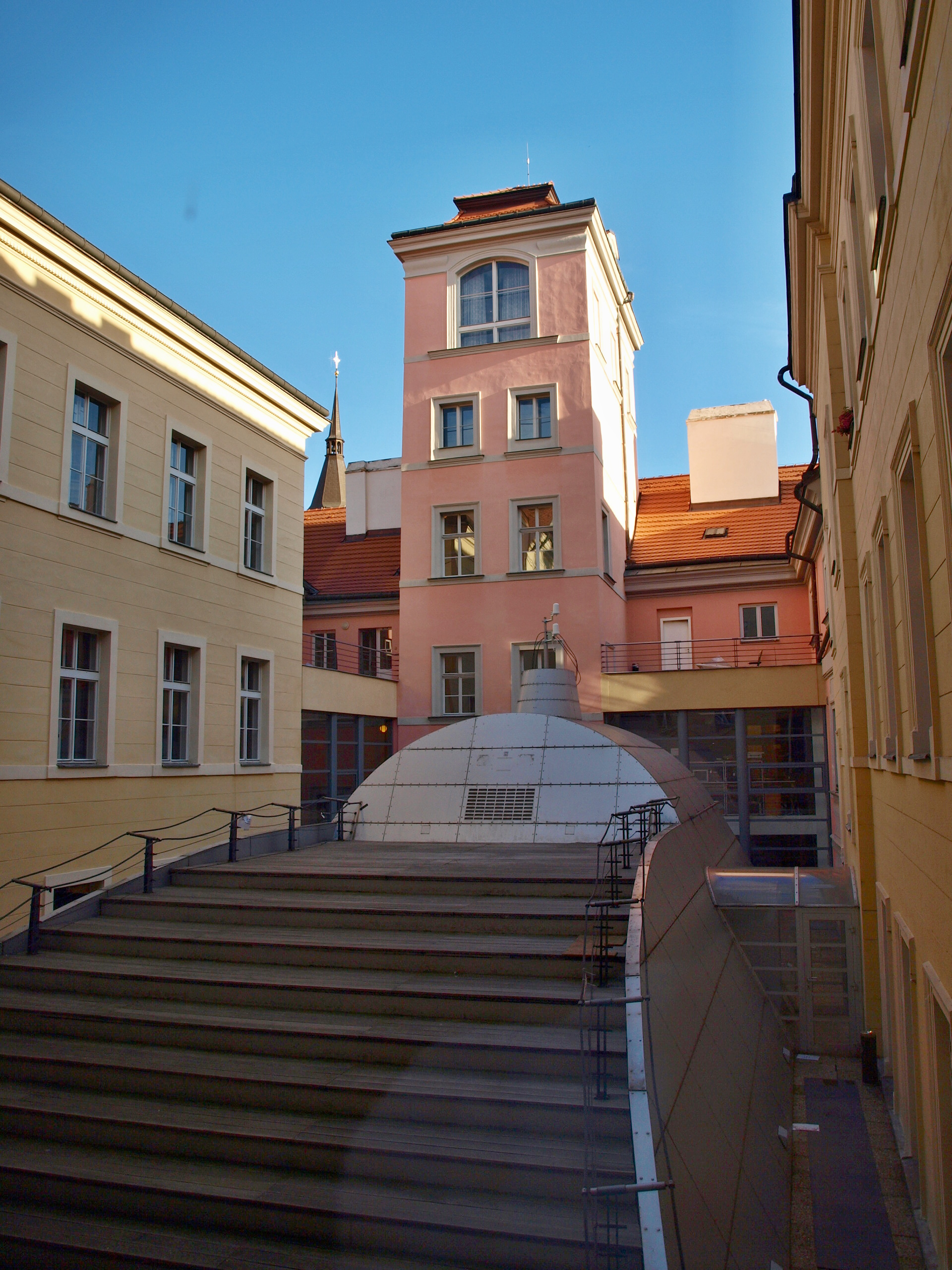
Budova Divadelní fakulty s divadlem DISK.

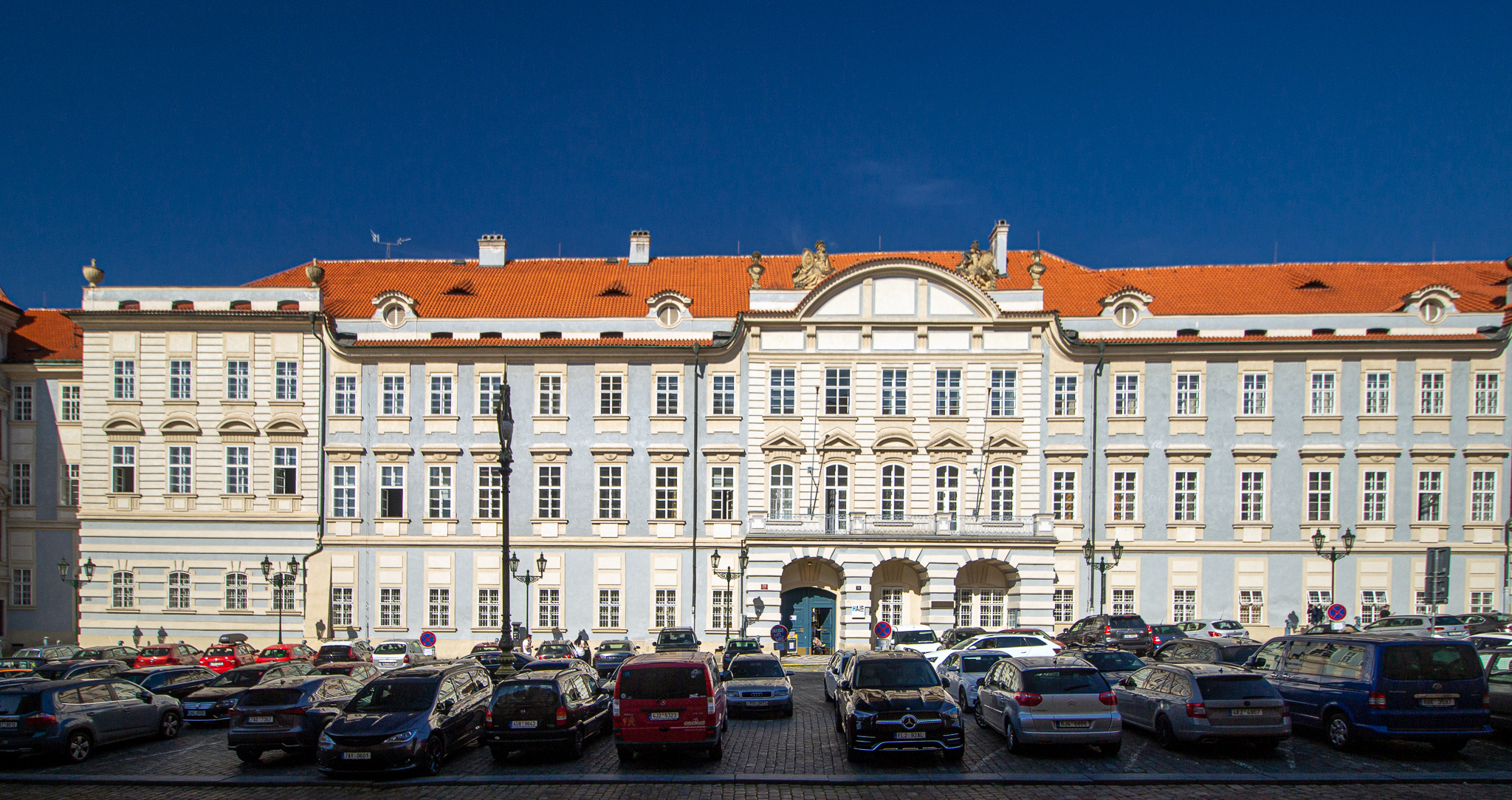
Lichtenštejnský palác na Malostranském náměstí, sídlo hudební a taneční fakulty

Divadelní fakulta (DAMU) nabízí studium ve všech oborech divadelní tvorby: herectví, režie, dramaturgie, scénografie, teorie a kritiky, divadelní produkce, autorské tvorby a dramatické výchovy, a to jak v oblasti činoherního divadla tak v oblasti divadla alternativního i loutkového. Studium probíhá v bakalářském, magisterském i doktorském cyklu, přičemž mezi pedagogy patří významné české i zahraniční divadelní osobnosti. Absolventi DAMU působí v nezávislých divadelních skupinách, uplatňují se jako divadelníci, divadelní kritici, producenti, pedagogové a v nejširším slova smyslu autoři.
Filmová a televizní fakulta (FAMU) je jednou z nejstarších filmových škol v Evropě. Počátkem 60. let 20. století FAMU opustili mladí umělci, kteří později vešli ve známost jako Česká nová vlna. Ta představovala do té doby nejvýznamnější přínos světové kinematografii a Československu vynesla – mimo jiné – dva Oscary za nejlepší zahraniční filmy. Dnes je FAMU na seznamu 15 nejlepších mezinárodních filmových škol, který každoročně zveřejňuje časopis The Hollywood Reporter. Fakulta je zakládajícím členem mezinárodní asociace filmových a televizních škol CILECT, Evropské ligy uměleckých škol (ELIA), Evropského uskupení filmových a televizních škol (GEECT) a Evropské filmové akademie, a dále institucionálním členem České společnosti pro filmová studia (CEFS). FAMU má dvanáct kateder, nabízí programy v českém i anglickém jazyce. 
Hudební a taneční fakulta (HAMU) poskytuje vzdělání v programech hudebního a tanečního umění ve všech třech stupních studia (bakalářském, magisterském, doktorském) v českém i anglickém jazyce. Hudební a taneční fakulta systematicky spolupracuje s domácí profesionální uměleckou sférou, jejími partnery jsou jak přední orchestry (Česká filharmonie, PKF,  FOK), festivaly (Pražské jaro, Dvořákova Praha, Smetanova Litomyšl), divadla (Národní divadlo, Divadlo J. K. Tyla v Plzni, NoD, Divadlo Ponec), tak i média (Česká televize, Český rozhlas). Veřejné prezentace tvůrčí činnosti studentů se uskutečňují ve fakultních prostorech, kterým jsou Sál Bohuslava Martinů a Galerie HAMU, pro scénická vystoupení slouží Divadlo Inspirace. HAMU je pořadatelem mnoha studentských i jiných koncertů a akcí (orchestrální cyklus Ti nejlepší, festival Skrznaskrz, My Mime, Jazzové nádvoří, Prague Shakuhashi Festival atd.). Škola disponuje vlastním zvukovým a nahrávacím studiem, hudební a taneční knihovnou s fonotékou, cvičebnami a výcvikovými zařízeními v Berouně a Poněšicích.

## Specializovaná pracoviště AMU
Divadlo DISK sídlí přímo v budově DAMU v Karlově ulici. Svými parametry a zázemím odpovídá menšímu repertoárovému divadlu. Slouží k praktické výuce studentů zejména posledních ročníků některých studijních oborů DAMU. DISK zahájil svou činnost premiérou Mahenova Nasreddina v roce 1945. V roce 1993 se sídlo na šest let přesunulo z dřívějšího Pöttingovského paláce (Unitaria) do Divadla v Celetné. V roce 1999 byla dokončena výstavba nynějšího prostoru v atriu Divadelní fakulty. Ročníkoví pedagogové stojí v čele dvou souborů, které tvoří studenti 4. ročníku herectví Katedry činoherního divadla a Katedry alternativního a loutkového divadla. Režie inscenací se ujímají studenti příslušného oboru každé z kateder, případně pedagogové ročníku nebo externí profesionálové. Výpravy k inscenacím tvoří studenti scénografických oborů DAMU a organizaci každého projektu zajišťuje tým dvou až tří studentů Katedry produkce. Ostatní divadelní profese jsou ve fakultním divadle zajišťovány profesionálními zaměstnanci. K dispozici jsou studentům truhlářská, zámečnická dílna, malírna, kašérna a krejčovna. V průběhu akademického roku se v DISKu vyprodukuje nejméně osm inscenací, měsíčně se zde odehraje přes 20 představení. K dalším aktivitám divadla patří také zájezdy - absolvující ročníky se pravidelně účastní mezinárodních studentských festivalů v Brně, Bratislavě, příležitostně i dalších přehlídek po celé Evropě.
Nakladatelství AMU (NAMU) vydává literaturu z oblasti filmu, televize, fotografie, divadla, hudby a tance. Zaměřuje se na odborné publikace od monografií, přes tematické sborníky až po studijní texty. Kromě vydávání publikací zajišťuje NAMU ve vlastní tiskárně a knihařské dílně tiskové služby pro potřeby fakult a dalších pracovišť AMU. 
Studio FAMU je specializovaným pracovištěm FAMU, jehož hlavní úlohou je zajištění výroby všech praktických cvičení posluchačů filmové a televizní fakulty, s výjimkou praktických cvičení studentů oboru fotografie, která zajišťuje Studio Katedry fotografie. Studio FAMU disponuje vlastními kapacitami pro výrobu cvičení - od 16mm filmových kamer, filmových střižen, dvou zvukových ateliérů, až po moderní postprodukční pracoviště. V roce 2017 byla dokončena rozsáhlá rekonstrukce Studia FAMU, jejímž hlavním cílem byla modernizace vybavení i prostor.
Galerie AMU (GAMU) sídlí na Malostranském náměstí 12. Galerijní prostor vytváří zázemí pro prezentaci současného umění se zaměřením na nejmladší generaci tvůrců. Součást výstavního programu přirozeně tvoří klauzurní a absolventské výstavy z AMU a vybrané studentské projekty z dalších uměleckých škol, ale také kurátorsky koncipované výstavy již etablovaných umělců, českých i zahraničních. Obecně se dramaturgie GAMU zaměřuje na oblast nových médií, na překračování hranic tradičních uměleckých disciplín, často je tak program doplněn i o jednorázové akce hudebního, sound-artového a multimediálního charakteru.

## Věda a výzkum na AMU
Vědecká činnost je vedle umělecké činnosti jedním ze základních poslání Akademie múzických umění v Praze. Vědecké aktivity jsou rozvíjeny na všech třech fakultách AMU v individuálních, katederních i interdisciplinárních projektech. Mezi výzkumnými záměry dlouhodobě převažuje základní výzkum v oblasti uměnovědy, metodicky opřený nejčastěji o historický, antropologický či psychologický přístup. Jeho dominantními oblastmi jsou divadlo, hudba, tanec, film, fotografie, restaurování a moderní audiovizuální formy. Aplikovaný výzkum je na AMU soustředěn na specializovaných pracovištích na poli akustiky, optiky a restaurování i archivace audiovizuálního materiálu. V posledních letech se kromě toho stále důrazněji prosazuje výzkum prostřednictvím umění či výzkum založený na propojení teorie s praxí.

## Historie
Akademie múzických umění v Praze byla založena 27. října 1945 dekretem č. 127 prezidenta Edvarda Beneše „o zřízení vysoké školy Akademie musických umění v Praze“. Prvním akademickým rokem se stal rok 1946/1947. V § 1 zmíněného dekretu se uvádí: „Tato vysoká škola má 4 odbory, a to odbor hudební, odbor dramatický, odbor taneční a odbor filmový.“
V roce 1946 se v rámci školy otevřel filmový odbor, který uchazečům začal nabízet obory režie, dramaturgie a filmového obrazu. Šlo o pátou filmovou školu na světě – po Moskvě, Berlíně, Římu a Paříži. Hudební i divadelní fakulta zahájila provoz prvních oborů velice záhy. Na HAMU byly zřízeny obory: zpěv, klavír, varhany, nástroje smyčcového kvarteta, kontrabas, harfa a nástroje dechového kvinteta. Divadelní fakultu výrazně formoval vliv Jiřího Frejky, Františka Tröstra, Josefa Trägra, Františka Salzra a Miroslava Hallera a otevřely se obory režie, dramaturgie a scénografie; obor herectví prozatím zůstal na konzervatoři, později se do studijních plánů začlenil v roce 1948, kdy vzniklo i divadlo DISK v Paláci Unitaria v Karlově ulici č. 8.

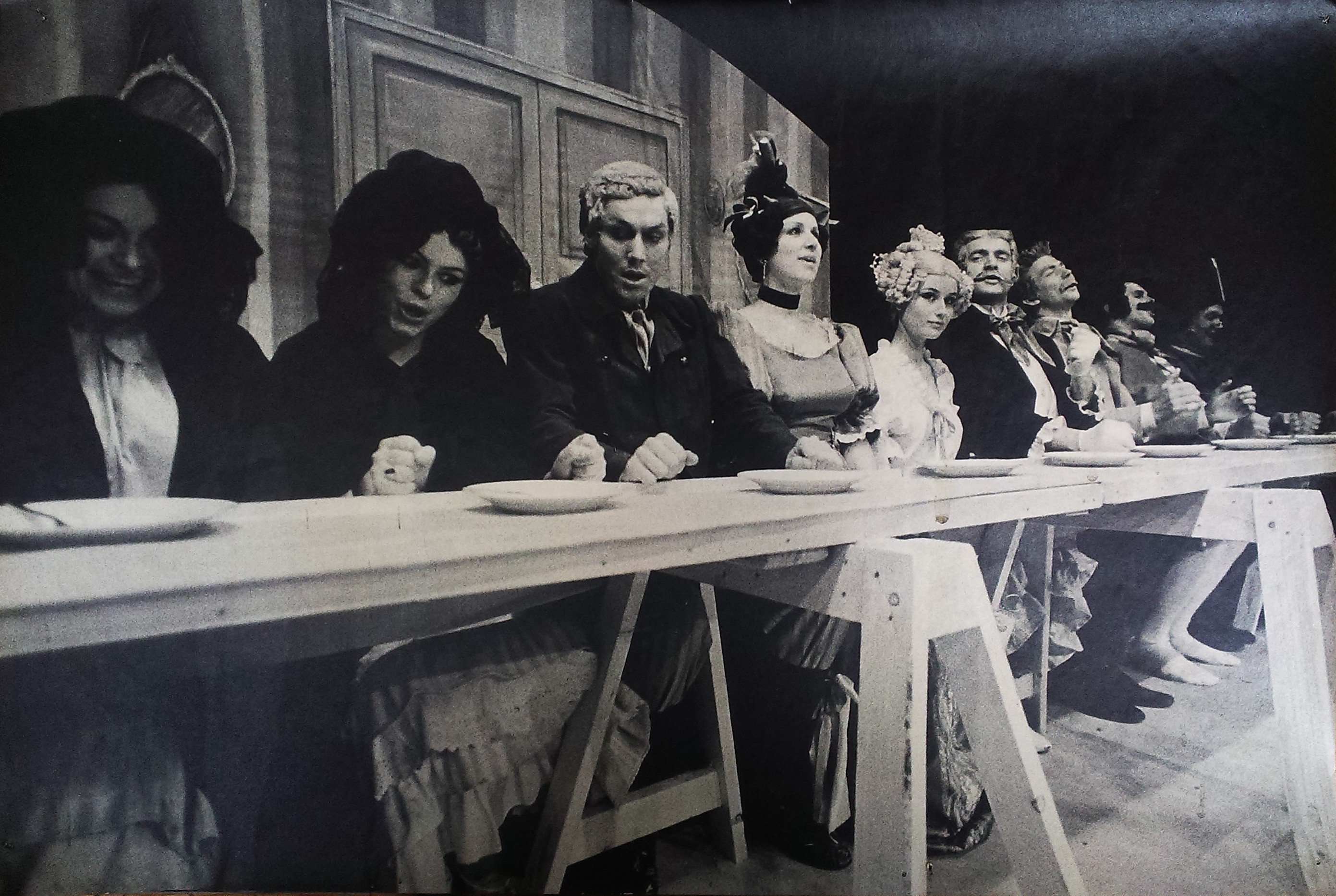
Inscenace v divadle DISK.

V 50. letech se z původních oborů FAMU postupně staly katedry, k nimž o rok později přibyla katedra produkce, na dramaturgii vznikla specializace na filmovou vědu. HAMU otevřela možnost studovat trubku a trombon. Došlo k dalšímu rozvoji divadelní fakulty a významné osobnosti, jako Emma Fierlingová nebo Jarmila Kröschlová, se podílely na prohloubení výuky hlasového projevu a jevištního pohybu. Založena byla také divadelní věda a dramaturgie, její vývoj byl však v 50. letech opět neblaze poznamenán totalitní ideologií. Roku 1960 se tedy výuka vrátila na Filozofickou fakultu Univerzity Karlovy.
V roce 1957 přišel na katedru režie FAMU Otakar Vávra s novou koncepcí přednášek a přijímacího řízení. Osobně si vybíral uchazeče, z nichž vychovával jádro takzvané nové vlny (Věra Chytilová, Evald Schorm, Jiří Menzel, Jan Schmidt, Miloš Forman a mnozí další). V 60. létech se začal postupně koncipovat pod vedením Doc. Ján Šmoka studijní obor fotografie, který získal vlastní katedru v dalším desetileté.
Během 60. let se letech se na HAMU rozšířila nabídka oborů (cembalo, kytara) a z divadelní fakulty přecházely taneční obory: taneční pedagogiky, choreografie, taneční věda (původně teorie tance) a vznikl obor nonverbálního divadla (původně pantomima).
Po sovětské okupaci v roce 1968 byla řada předních pedagogů FAMU (Evald Schorm, Karel Kachyňa, Břetislav Pojar, Milan Kundera a další) nucena ukončit pedagogickou činnost. Často se uplatňovala cenzura, škola se potýkala s řadou omezení. I divadelní a hudební fakulta musela pracovat ve ztížených podmínkách.
V průběhu normalizace DAMU výrazně stagnovala a v původně vytyčených cílech bylo možné soustavněji pokračovat až od druhé poloviny 80. let, kdy se na novém směřování a systému studia začali podílet noví pedagogové - Jana Hlaváčová, Věra Galatíková, Boris Rösner, Eva Salzmannová, Svatopluk Skopal a další umělci. FAMU v roce 1985 poprvé pořádala festival FAMUFEST.
V roce 1989 se studenti aktivně zapojili do okupační stávky na DAMU a podíleli se tak na pádu komunismu v tehdejším Československu. Po Sametové revoluci měly všechny fakulty možnost rehabilitovat své původní plány, prohloubit demokratické zásady vedení školy i přijímacího řízení. V nových poměrech se také podstatně rozvinuly zahraniční styky a zejména spolupráce s ostatními vysokými uměleckými školami. Po pádu komunistického režimu se na FAMU pedagogy stali významní tvůrci jako například Jiří Menzel, Olga Sommerová, Věra Chytilová, Jan Němec nebo Jan Špáta. O rok později vznikla katedra animované tvorby a při ní později i specializace na multimediální tvorbu a počítačovou animaci. V roce 1993 se na HAMU samostatným studijním oborem stala Hudební teorie, která však byla na škole vyučována již od počátku 70. let. Výrazné změny nastaly také na divadelní fakultě, kde se plně rozvinula katedra alternativního a loutkového divadla pod vedení režiséra Josefa Krofty a dalších význačných umělců. Pedagogickou činnost zahájilo také plno režisérů tzv. studiových divadel, například Jan Schmid, Miroslav Krobot či Jan Borna.
Sloučením kabinetů společenských věd a historie a teorie fotografie vzniklo v roce 2002 na FAMU Centrum audiovizuálních studií (CAS). Zřízena byla také intermediální laboratoř ve spolupráci s VŠUP a ČVUT. V únoru 2002 Akademie zřídila Nakladatelství Akademie múzických umění v Praze (NAMU) jako informační pracoviště zajišťující nakladatelskou a ediční činnost všech fakult a složek AMU. Vzniklo jako nástupce Edičního centra AMU, které bylo vybudováno na základě přiděleného grantu v roce 1995. V roce 2008 pak pod vysokou školou spustila svůj provoz Galerie AMU (GAMU).

## Sídlo

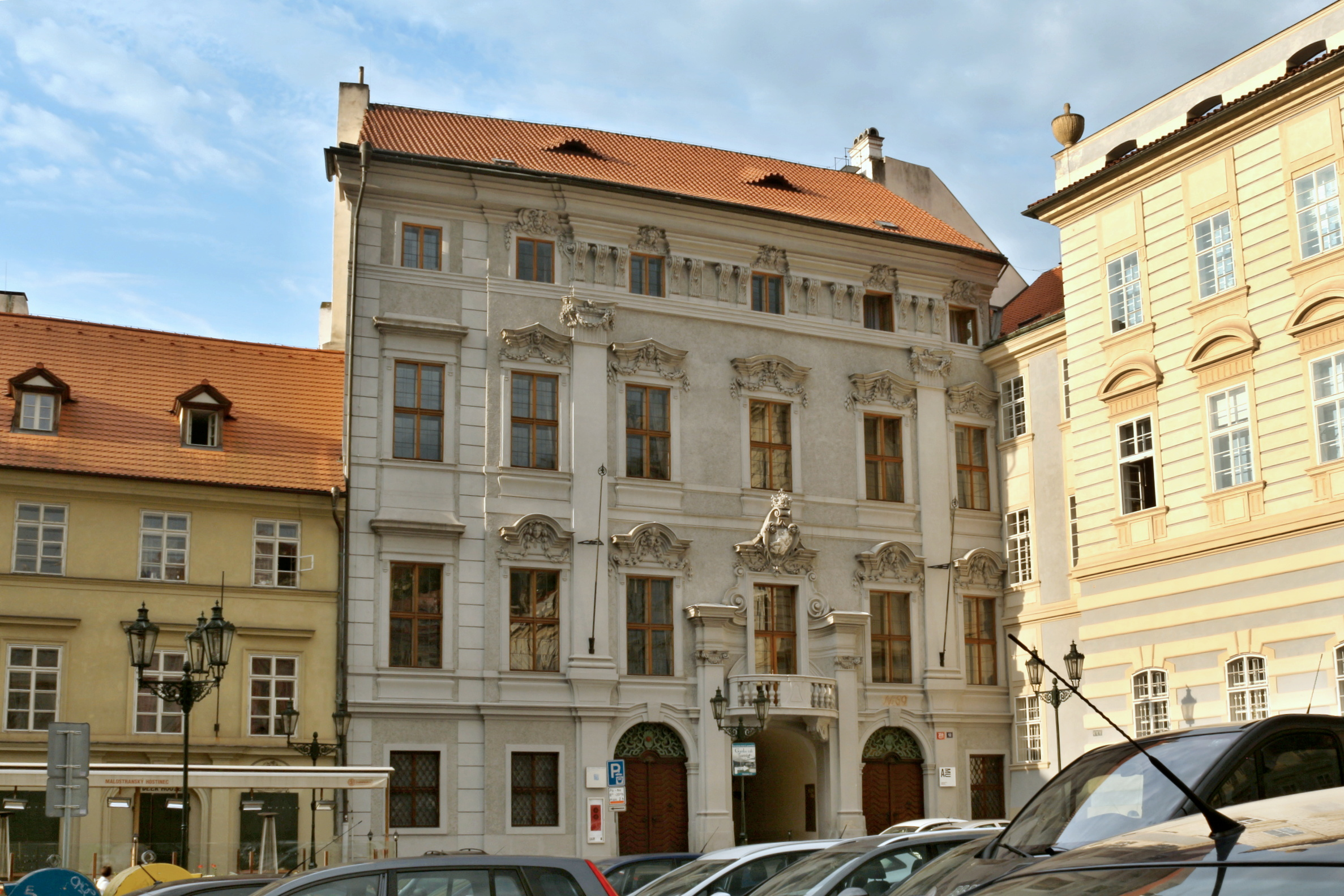
Hartigovský palác na Malostranském náměstí - budova rektorátu Akademie múzických umění v Praze.

Rektorát AMU se nachází v Hartigovském paláci na Malé Straně, který je propojen s Lichtenštejnským palácem, v němž sídlí HAMU. Divadelní fakulta (DAMU) sídlí v Paláci Kokořovských a Filmová a televizní fakulta (FAMU) v Paláci Lažanských. Společným prostorem pro všechny fakulty je pak nově zrekonstruovaný měšťanský dům U Bílého jelena na horním konci malostranského Tržiště.
K AMU patří také budova Koleje učebního střediska Hradební, známá také pod označením Kolej dr. Ivana Sekaniny, která se nachází v historickém centru Prahy. 
Pod AMU spadá také Učební a výcvikové středisko v Berouně, které poskytuje několik účelových prostor, jež mohou využívat katedry a pracoviště napříč celou AMU. V budově se nachází několik ateliérů, badatelny či fotografická komora. UVS Beroun slouží také jako centrální středisko spisových, specializovaných archivů, spisoven, skladů fundusu, včetně scénografického depozitáře. Středisko je možné využívat k nejrůznějším studijním pobytům, soustředěním, workshopům atd. a v případě překročení ubytovací kapacity na Koleji Hradební v Praze lze UVS Beroun využít také jako kolej. Učební a výcvikové středisko Poněšice je využíváno pro soustředění, rekreační pobyty či vodácké kurzy.

## Akce AMU
- FAMUFEST je multižánrový filmový studentský festival, který se koná každý rokna jaře. Jeho záměrem je představit talenty, které budou spoluvytvářet tvář české kinematografie, televizní tvorby, fotografie a jiných médií. FAMUFEST byl založen v roce 1984. [8]
- Festival Nová generace se koná již několik let, zpravidla v podzimních měsících. Nová generace je festival tanečních vysokých škol, mezi nimiž vystupují i studenti z Katedry nonverbálního divadla či z Katedry tance HAMU. Program probíhá například v Divadle Inspirace či v Divadle DISK na DAMU.
- Jazzové nádvoří zahrnuje sérii tří velkých koncertů, které jsou většinou iniciované dvěma českými jazzovými katedrami - pražskou HAMU a brněnskou JAMU. Festival se koná již tři roky vždy v červnu, jeden den v Brně a dva dny v Praze.
- HAMUfest je jednodenní festival HAMU, který v jedné letní neděli představí divákům a posluchačům průřez hudební a taneční tvorbou studentů a pedagogů HAMU. Program se koná paralelně na více místech, proto mají návštěvníci možnost poznat také jedinečné prostory fakulty.
- Festival Zlomvaz je mezinárodní studentský divadelní festival, který každý rok v květnu pořádají studenti 2. ročníku bakalářského programu Katedry produkce DAMU. Festival je přehlídkou studentských absolventských inscenací z JAMU, bratislavské VŠMÚ a zahraničních divadelních vysokých škol.
- Festival Proces pořádá dvakrát ročně (vždy v období klauzur) Katedra alternativního a loutkového divadla DAMU. Program festivalu se skládá z prací studentů všech oborů a ročníků, od náhledů do otevřených hodin a workshopů s hostujícími pedagogy, přes semestrální zadání až po absolventské inscenace studentů bakalářského a magisterského studia.[9]
- Festival Děti-Výchova-Divadlo se zaměřuje na dětskou a studentskou jevištní tvorbu a přednes. Každý rok je festival pořádán studenty Katedry výchovné dramatiky DAMU společně s jejich pedagogy a ve spolupráci se Sdružením pro výchovnou dramatiku. První ročník festivalu se uskutečnil v roce 2013, kdy se vyvinul z přehlídky 3D: děti-drama-divadlo. V rámci festivalu je možné zhlédnout představení dětských a studentských divadelních souborů, souborů zabývajících se divadlem ve výchově, vystoupení recitátorů, ale i ukázky z tvorby současných studentů katedry výchovné dramatiky.[10]

## Rektoři a rektorky AMU
Seznam rektorů.
- 1946–1948: Ladislav Zelenka
- 1948–1949: Jiří Frejka
- 1949–1969: Antonín Martin Brousil
- 1969–1972: Marie Budíková-Jeremiášová
- 1973–1980: Karel Martínek
- 1980–31. 1. 1991: Ilja Bojanovský
- 1. 2. 1991 – 1992: Zdeněk Urbánek
- 1993–1995: Jaroslav Vostrý
- 1. 2. 1996 – 1999: Jaroslav Malina
- 1. 2. 1999 – 31. 1. 2005: Peter Toperczer
- 1. 2. 2005 – 2013: Ivo Mathé
- 2013 – 2021: Jan Hančil
- od 2021: Ingeborg Radok Žádná

## Absolventi
- Absolventi DAMU: Václav Havel, Jan Tříska, Taťjana Medvecká, Jiří Lábus, Ivan Trojan, Ivana Chýlková, Eva Holubová, Bohumil Klepl, Vojtěch Dyk, Hana Burešová, Dušan David Pařízek, Daniel Špinar, Jan Císař, Petr Kolečko, Jaroslav Vostrý, Ivan Vyskočil, Milan Lukeš, Václav Poul, Petr Forman, Pavla Tomicová, Josef Vondráček, Josef Krofta, Jiří Havelka, Jarmila Konečná, Albert Pražák, Jan Štěpánek, Nikola Tempír, Martin Chocholoušek, Eva Kejkrtová-Měřičková, Renata Drössler a další.
- Absolventi FAMU: Miloš Forman, Ivan Passer, Jiří Menzel, Jan Svěrák, Věra Chytilová, Jan Němec, Fero Fenič, Milan Kundera, Agnieszka Holland, Emir Kusturica, Jan Bubeníček, Grímur Hákonarson, Helena Třeštíková, Vojtěch Jasný, Jaromír Kallista, Karel Cudlín, Jan Hřebejk, Petr Zelenka, Vladimír Michálek, Marek Najbrt, Zdeněk Podskalský, Irena Pavlásková, Viktor Polesný, Oskar Reif, Olga Sommerová, Bohuslav (Woody) Vašulka, Martin Duda, Jaroslav Bouček, Čestmír Kopecký, Václav Marhoul, Ivo Mathé a další.
- Absolventi HAMU: Jiří Bělohlávek, Adam Plachetka, Oliver Dohnányi, Jakub Hrůša, Ivo Kahánek, Tomáš Netopil, Miroslav Srnka,Libor Pešek, Jana Jonášová, Alexandr Plocek, Boris Hybner, Eva Děpoltová, Gabriela Demeterová, Ivan Kusnjer, Josef Suk, Pavel Bořkovec, Pavel Šporcl, Petr Eben, Petr Zuska, Václav Hudeček, Vilém Veverka, Jiří Bárta, Nora Grumlíková, Josef Chuchro, Antonín Kohout, Jiří Pauer, a další.